# 圖利奥·西蒙奇尼
圖利奥·西蒙奇尼（Tullio Simoncini，1951年—）曾經是義大利醫生，也是替代医学的倡導者。他在罗马大学獲得博士學位。他聲稱癌症是因為白色念珠菌所造成的，認為癌症是白色念珠菌過度繁殖的症狀，他也提出可以用注射碳酸氢钠的方式來治療癌症。圖利奥·西蒙奇尼在他的網站上自稱是肿瘤学家，不過因為他用注射碳酸氢钠來治療癌症的作法，醫學社會已質疑他的專業身份
有關圖利奥·西蒙奇尼的假說，還無法找到經過同行評審，且支持其論點的研究，因此目前主流醫學反對他癌症治療的論點。《Quackwatch》將碳酸氢钠注射治療列為「可疑的治療方式」。

## 外部連結
- Book "Cancer is Fungus" by Tullio Simoncini （页面存档备份，存于）